# Mahala (Podgorica)
Pour les articles homonymes, voir Mahala.
Mahala (en serbe cyrillique : Махала) est un village de l'est du Monténégro, dans la municipalité de Podgorica.

## Démographie

### Évolution historique de la population
| 1948 | 1953 | 1961 | 1971 | 1981 | 1991 | 2003  |
| ---- | ---- | ---- | ---- | ---- | ---- | ----- |
| 586  | 601  | 664  | 691  | 978  | 934  | 1 235 |